# کینا هانتر
کینا هانتر (انگلیسی: Keana Hunter؛ زادهٔ ۴ مارس ۲۰۰۴) شناگر شنای موزون اهل ایالات متحده آمریکا است.
وی در مسابقات کشوری و بین‌المللی در مجموع برندهٔ ۴ مدال نقره، ۱ مدال برنز شده است.